# De vleugeltjes van Xopotl
De Vleugeltjes van Xopotl is het 49e stripverhaal van Nero in de collectie De avonturen van Nero & Co. De reeks wordt getekend door striptekenaar Marc Sleen. De Standaard/Het Nieuwsblad publiceerden voorpublicaties tussen 16 maart 1976 en 25 mei 1976.

## Hoofdrollen
- Nero
- Xopotl
- Clo-Clo Pheip
- Meneer Pheip
- Madam Nero
- Madam Pheip
- Professor Adhemar
- Petoetje
- Petatje

## Plot
Het verhaal begint met Petoetje en Petatje die naar huis aan het lopen zijn maar dan ziet Petoetje een ufo staan waar er een buitenaards wezen uit wordt gestuurd. Ze denken eerst dat het een marsmannetje is maar later ondervindt professor Adhemar dat het buitenaards wezen Xopotl heet en van de planeet Hilarius afkomstig is en weggestuurd is omdat zijn vleugels niet meer werken dus proberen ze allemaal hem te helpen en hem weer terug naar zijn thuisplaneet te brengen.

## Achtergronden bij het verhaal
- De naam Xopotl komt waarschijnlijk van het diertje de Axolotl of van de Azteekse god Xolotl.
- De naam van de planeet Hilarius komt waarschijnlijk van de naam Hilarius die ook werd gedragen door paus Hilarius.
- Xopotl spreekt in een vorm van Pseudo-Nahuatl.